# Джиро д’Италия U23 2024
47-й выпуск Джиро д’Италия U23 — шоссейного тура по дорогам Италии. Гонка прошла с 9 по 16 июня 2024 года в рамках Европейского тура UCI 2024 (категория 2.2U). Победителем стал бельгийский велогонщик Ярно Уидар.

## Участники
В гонке приняло участие 29 команд.
| UCI ProTeam- VF Group-Bardiani CSF-Faizané UCI Continental Teams (23)- Soudal Quick-Step Devo Team - Astana Qazaqstan Development Team - Biesse-Carrera - CTF Victorious - Decathlon AG2R La Mondiale Development Team - General Store-Essegibi-F.Lli Curia - GW Erco Shimano - Hagens Berman Jayco - Israel Premier Tech Academy - Lidl-Trek Future Racing - Lotto Dstny Development Team - MG.K Vis Colors For Peace - Petrolike - Rime Drali - Lotto-Kern Haus PSD Bank - MBH Bank Colpack Ballan - Team Technipes #inEmiliaRomagna - Team Visma \| Lease a Bike Development - Trinity Racing - Tudor Pro Cycling Team U23 - UAE Team Emirates Gen Z - Wanty-Re Uz-Technord - Zalf Euromobil Fior Национальная сборная- Италия Любительские, клубные или региональные команды (4)- Campana Imballagi-Geo & Tex-Trentino - Arvedi Cycling - Polti Kometa U23 - U.C. Trevigiani Energiapura Marchiol |
| |

## Маршрут
Сложный, но разнообразный маршрут начиная с Аосты с индивидуальной гонкой на время с раздельным стартом и заканчивается в Эмилии-Романье, в Форлимпополи. Из восьми этапов в выпуске, в дополнение к вышеупомянутому испытанию на время, три предложат финиш на вершинах в пьян Делла Мусса (третья категория), Фосс (шестая категория) и Зокка (седьмая категория), два спринтерских этапа, а два других (включая последний) представляют смешанные этапы, в общей сложности на дистанции 1000,8 километра и 12 тысяч метров перепада высот.
| Этап | Дата   | Маршрут                   | type                    | Длина (км) | Высота (м) | Победитель             | Лидер генеральной классификации |
| ---- | ------ | ------------------------- | ----------------------- | ---------- | ---------- | ---------------------- | ------------------------------- |
| 1    | 9 июн  | Аоста – Аоста             | индивидуальная разделка | 8,8        | 100 м      | Якоб Содерквист        | Якоб Содерквист                 |
| 2    | 10 июн | Эмавиль – Сен-Венсан      | холмистый               | 105        | 1600 м     | Поль Манье             | Поль Манье                      |
| 3    | 11 июн | Веррес – Pian della Mussa | горный                  | 134        | 3000 м     | Ярно Уидар             | Ярно Уидар                      |
| 4    | 12 июн | Пертузио – Боргоманеро    | равнинный               | 139        | 900 м      | Поль Манье             | Ярно Уидар                      |
| 5    | 13 июн | Kilometro Rosso – Кремона | равнинный               | 138        | 350 м      | Steffen De Schuyteneer | Ярно Уидар                      |
| 6    | 14 июн | Borgo Virgilio – Fosse    | горный                  | 172        | 3200 м     | Ярно Уидар             | Ярно Уидар                      |
| 7    | 15 июн | Монтегротто-Терме – Цокка | равнинный               | 180        | 1000 м     | Huub Artz              | Ярно Уидар                      |
| 8    | 16 июн | Чезена – Форлимпополи     | холмистый               | 137        | 2000 м     | Мэтью Бреннан          | Ярно Уидар                      |

## Ход гонки
Якоб Сёдерквист, представляющий Lidl — Trek Future Racing, показал лучшее время на первом этапе велогонки. 21-летний шведский велогонщик преодолел разделку длиной 8,8 километра за 10 минут и 49 секунд. Второе место занял Андреа Ракканьи Новьеро из Soudal — Quick-Step Devo, уступив Сёдерквисту всего 6 секунд. Фабиан Вайс из Tudor Pro Cycling показал третий результат, отстав от победителя на 3 секунды. Среди российских участников трое велогонщиков приняли участие в гонке. Роман Ермаков из CTF Victorious занял 29-е место, уступив победителю 37 секунд. Савелий Лаптев из Astana Qazaqstan Development Team стал 102-м, отстав от победителя на 1 минуту и 10 секунд, а Валерий Штин из CTF Victorious занял последнее, 117-е место, с отставанием в 1 минуту и 15 секунд.

## Лидеры классификаций
| Этап |                         | Победитель _           | Генеральная классификация | Очковая         | Горная          | Молодёжная | Командная по времени _        |
| ---- | ----------------------- | ---------------------- | ------------------------- | --------------- | --------------- | ---------- | ----------------------------- |
| 1    | индивидуальная разделка | Якоб Содерквист        | Якоб Содерквист           | Якоб Содерквист | Якоб Содерквист | Ярно Уидар | Soudal Quick-Step Devo Team   |
| 2    | холмистый               | Поль Манье             | Поль Манье                | Поль Манье      | Fabian Weiss    | Ярно Уидар | Soudal Quick-Step Devo Team   |
| 3    | горный                  | Ярно Уидар             | Ярно Уидар                | Поль Манье      | Ярно Уидар      | Ярно Уидар | VF Group-Bardiani CSF-Faizané |
| 4    | равнинный               | Поль Манье             | Ярно Уидар                | Поль Манье      | Ярно Уидар      | Ярно Уидар | VF Group-Bardiani CSF-Faizané |
| 5    | равнинный               | Steffen De Schuyteneer | Ярно Уидар                | Поль Манье      | Ярно Уидар      | Ярно Уидар | VF Group-Bardiani CSF-Faizané |
| 6    | горный                  | Ярно Уидар             | Ярно Уидар                | Поль Манье      | Ярно Уидар      | Ярно Уидар | VF Group-Bardiani CSF-Faizané |
| 7    | равнинный               | Huub Artz              | Ярно Уидар                | Поль Манье      | Ярно Уидар      | Ярно Уидар | VF Group-Bardiani CSF-Faizané |
| 8    | холмистый               | Мэтью Бреннан          | Ярно Уидар                | Поль Манье      | Lorenzo Nespoli | Ярно Уидар | VF Group-Bardiani CSF-Faizané |
| Итог | Итог                    |                        | Ярно Уидар                | Поль Манье      | Lorenzo Nespoli | Ярно Уидар | VF Group-Bardiani CSF-Faizané |

## Итоговое положение
| \| Генеральная классификация \| Генеральная классификация \| Генеральная классификация \| Генеральная классификация \| Генеральная классификация \| \| Гонщик \| Гонщик \| Команда \| Время \| \| \| ------------------------- \| ------------------------- \| -------------------------------------- \| ------------------------- \| ------------------------- \| \| 1-й \| Ярно Уидар \| Lotto Dstny Development Team \| 24ч 01' 09 \| \| \| 2-й \| Pablo Torres \| UAE Team Emirates Gen Z \| + 52 \| \| \| 3-й \| Pau Martí \| Israel Premier Tech Academy \| + 58 \| \| \| 4-й \| Mathys Rondel \| Tudor Pro Cycling U23 \| + 58 \| \| \| 5-й \| Павел Новак \| MBH Bank Colpack Ballan \| + 1' 39 \| \| \| 6-й \| Лео Бизио \| Decathlon AG2R La Mondiale Development \| + 1' 52 \| \| \| 7-й \| Флориан Самуэль Каджамини \| MBH Bank Colpack Ballan \| + 2' 14 \| \| \| 8-й \| Матс Венцель \| Lidl-Trek Future Racing \| + 2' 22 \| \| \| 9-й \| Алессандро Пинарелло \| VF Group-Bardiani CSF-Faizanè \| + 3' 28 \| \| \| 10-й \| Luke Tuckwell \| Trinity Racing \| + 3' 31 \| \| |                           |                                        |            |
| |                           |                                        |            |
| Источник: ProCyclingStats |                           |                                        |            |
| Генеральная классификация |                           |                                        |            |
| Гонщик | Гонщик                    | Команда                                | Время      |
| 1-й | Ярно Уидар                | Lotto Dstny Development Team           | 24ч 01' 09 |
| 2-й | Pablo Torres              | UAE Team Emirates Gen Z                | + 52       |
| 3-й | Pau Martí                 | Israel Premier Tech Academy            | + 58       |
| 4-й | Mathys Rondel             | Tudor Pro Cycling U23                  | + 58       |
| 5-й | Павел Новак               | MBH Bank Colpack Ballan                | + 1' 39    |
| 6-й | Лео Бизио                 | Decathlon AG2R La Mondiale Development | + 1' 52    |
| 7-й | Флориан Самуэль Каджамини | MBH Bank Colpack Ballan                | + 2' 14    |
| 8-й | Матс Венцель              | Lidl-Trek Future Racing                | + 2' 22    |
| 9-й | Алессандро Пинарелло      | VF Group-Bardiani CSF-Faizanè          | + 3' 28    |
| 10-й | Luke Tuckwell             | Trinity Racing                         | + 3' 31    |

| Очковая классификация | Очковая классификация | Очковая классификация         | Очковая классификация | Очковая классификация |
| Гонщик                | Гонщик                | Команда                       | Очки                  |                       |
| --------------------- | --------------------- | ----------------------------- | --------------------- | --------------------- |
| 1-й                   | Поль Манье            | Soudal Quick-Step             | 108 очков             |                       |
| 2-й                   | Тим Торн Тойтенберг   | Lidl-Trek Future Racing       | 82 очков              |                       |
| 3-й                   | Lorenzo Conforti      | VF Group-Bardiani CSF-Faizanè | 55 очков              |                       |

| Очковая классификация | Очковая классификация | Очковая классификация         | Очковая классификация | Очковая классификация |
| Гонщик                | Гонщик                | Команда                       | Очки                  |                       |
| --------------------- | --------------------- | ----------------------------- | --------------------- | --------------------- |
| 1-й                   | Поль Манье            | Soudal Quick-Step             | 108 очков             |                       |
| 2-й                   | Тим Торн Тойтенберг   | Lidl-Trek Future Racing       | 82 очков              |                       |
| 3-й                   | Lorenzo Conforti      | VF Group-Bardiani CSF-Faizanè | 55 очков              |                       |

| Горная классификация | Горная классификация      | Горная классификация         | Горная классификация | Горная классификация |
| Гонщик               | Гонщик                    | Команда                      | Очки                 |                      |
| -------------------- | ------------------------- | ---------------------------- | -------------------- | -------------------- |
| 1-й                  | Lorenzo Nespoli           | MBH Bank Colpack Ballan      | 72 очков             |                      |
| 2-й                  | Ярно Уидар                | Lotto Dstny Development Team | 49 очков             |                      |
| 3-й                  | Флориан Самуэль Каджамини | MBH Bank Colpack Ballan      | 44 очков             |                      |

| Горная классификация | Горная классификация      | Горная классификация         | Горная классификация | Горная классификация |
| Гонщик               | Гонщик                    | Команда                      | Очки                 |                      |
| -------------------- | ------------------------- | ---------------------------- | -------------------- | -------------------- |
| 1-й                  | Lorenzo Nespoli           | MBH Bank Colpack Ballan      | 72 очков             |                      |
| 2-й                  | Ярно Уидар                | Lotto Dstny Development Team | 49 очков             |                      |
| 3-й                  | Флориан Самуэль Каджамини | MBH Bank Colpack Ballan      | 44 очков             |                      |

| Молодёжная классификация | Молодёжная классификация | Молодёжная классификация               | Молодёжная классификация | Молодёжная классификация |
| Гонщик                   | Гонщик                   | Команда                                | Время                    |                          |
| ------------------------ | ------------------------ | -------------------------------------- | ------------------------ | ------------------------ |
| 1-й                      | Ярно Уидар               | Lotto Dstny Development Team           | 24ч 01' 09               |                          |
| 2-й                      | Пабло Торрес             | Interpro Cycling Academy               | + 52                     |                          |
| 3-й                      | Лео Бизио                | Decathlon AG2R La Mondiale Development | + 1' 42                  |                          |

| Молодёжная классификация | Молодёжная классификация | Молодёжная классификация               | Молодёжная классификация | Молодёжная классификация |
| Гонщик                   | Гонщик                   | Команда                                | Время                    |                          |
| ------------------------ | ------------------------ | -------------------------------------- | ------------------------ | ------------------------ |
| 1-й                      | Ярно Уидар               | Lotto Dstny Development Team           | 24ч 01' 09               |                          |
| 2-й                      | Пабло Торрес             | Interpro Cycling Academy               | + 52                     |                          |
| 3-й                      | Лео Бизио                | Decathlon AG2R La Mondiale Development | + 1' 42                  |                          |

| Командная классификация по времени | Командная классификация по времени | Командная классификация по времени | Командная классификация по времени |
| Команда                            | Команда                            | Время                              |                                    |
| ---------------------------------- | ---------------------------------- | ---------------------------------- | ---------------------------------- |
| 1-й                                | VF Group-Bardiani CSF-Faizané      | 72ч 16' 35                         |                                    |
| 2-й                                | MBH Bank Colpack Ballan            | + 10' 20                           |                                    |
| 3-й                                | GW Erco Shimano                    | + 10' 32                           |                                    |

| Командная классификация по времени | Командная классификация по времени | Командная классификация по времени | Командная классификация по времени |
| Команда                            | Команда                            | Время                              |                                    |
| ---------------------------------- | ---------------------------------- | ---------------------------------- | ---------------------------------- |
| 1-й                                | VF Group-Bardiani CSF-Faizané      | 72ч 16' 35                         |                                    |
| 2-й                                | MBH Bank Colpack Ballan            | + 10' 20                           |                                    |
| 3-й                                | GW Erco Shimano                    | + 10' 32                           |                                    |